# Équipe cycliste Roland Le Dévoluy
L'équipe cycliste Roland Le Dévoluy est une équipe cycliste professionnelle féminine suisse, d'origine russe et basée depuis 2025 dans le Dévoluy. Elle court avec une licence WorldTeam depuis 2022.

## Histoire de l'équipe

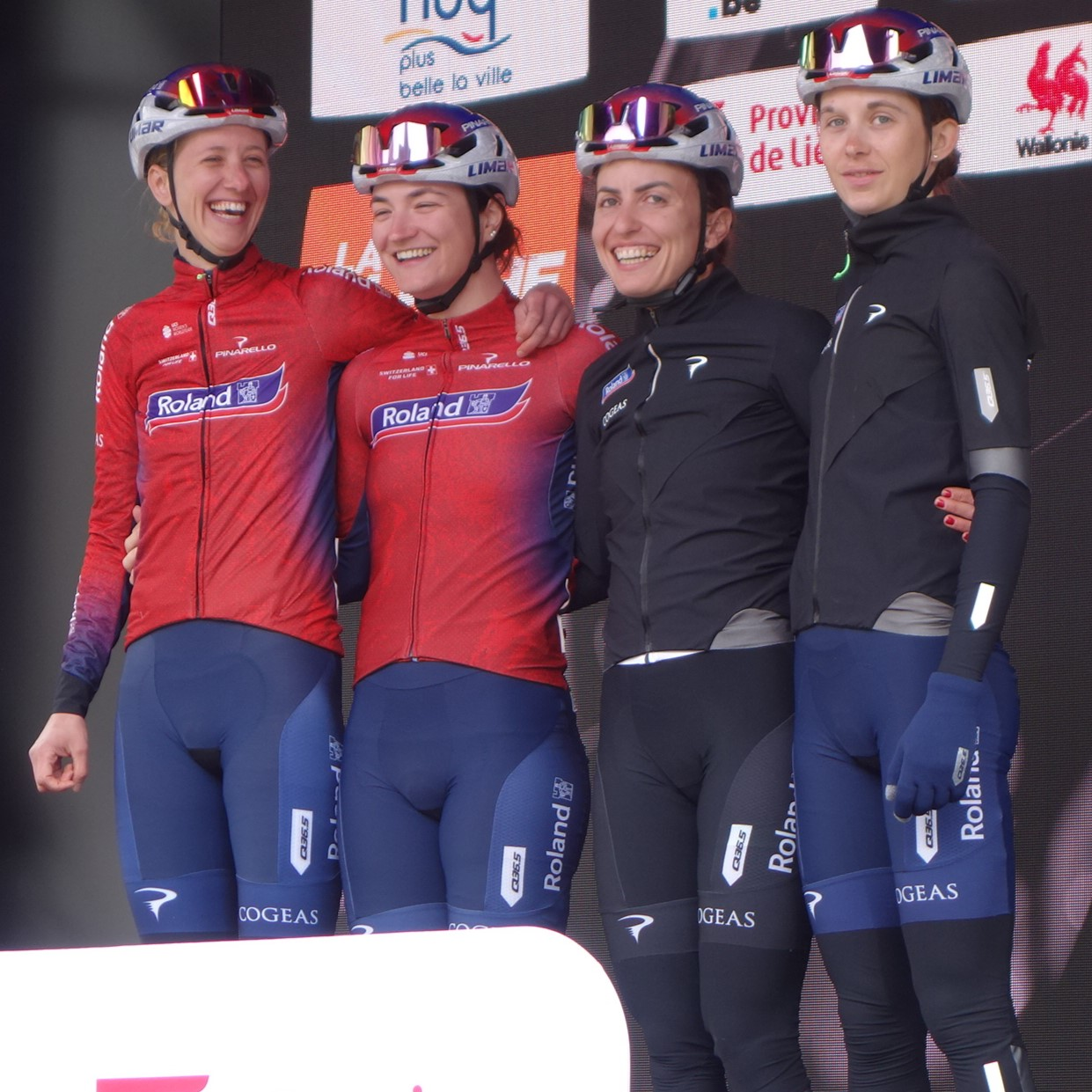
Coureuse de l'équipe en 2024.

L'équipe est lancée sous bannière russe lors de la saison 2018 sous le nom de Cogeas Mettler Pro Cycling Team, avec une licence UCI. Pour la saison 2022, l'équipe devient Suisse et reçoit une licence WorldTeam (première division) sous le nom de Roland Cogeas-Edelweiss Squad.
En 2023, les principaux sponsors de l'équipe masculine Israel-Premier Tech remplacent le deuxième sponsor titre Cogeas et l'équipe est renommée Israel-Premier Tech Roland, mais l'équipe féminine et l'équipe masculine restent des entités indépendantes. Après la saison 2023, Israel Premier Tech se retire en tant que sponsor. Pour la saison 2024, l'équipe est enregistrée auprès de l'UCI sous le nom de Roland et l'effectif est réduit à 12 coureuses. L'entreprise de boulangerie Roland Murten devient le nouveau sponsor principal. Après que l'équipe a terminé la saison 2024 en tant que WorldTeam la moins bien placée au classement mondial, l'effectif subit des changements importants pour la saison 2025, avec sept départs et six arrivées.
En juin 2025, la formation annonce un partenariat stratégique avec la commune française du Dévoluy, où elle souhaite construire son nouveau centre d'entraînement. Dévoluy devient également le deuxième sponsor titre,. 

## Classements UCI
Ce tableau présente les places de l'équipe au classement de l'Union cycliste internationale en fin de saison, ainsi que la meilleure cycliste au classement individuel de chaque saison.
| Classement UCI | Classement UCI         | Classement UCI                              | Classement UCI |
| Année          | Classement par équipes | Meilleure coureuse au classement individuel |                |
| -------------- | ---------------------- | ------------------------------------------- | -------------- |
| 2018           | 14e                    | Olga Zabelinskaïa (27e)                     |                |
| 2019           | 14e                    | Olga Zabelinskaïa (28e)                     |                |
| 2020           | 17e                    | Diana Klimova (73e)                         |                |
| 2021           | 17e                    | Amber Neben (75e)                           |                |
| 2022           | 18e                    | Tamara Dronova (30e)                        |                |
| 2023           | 11e                    | Claire Steels (37e)                         |                |
| 2024           | 17e                    | Tamara Dronova (49e)                        |                |
|                |                        |                                             |                |
| Source : UCI   |                        |                                             |                |

L'équipe participe à l'UCI World Tour féminin. Le tableau ci-dessous présente les classements de l'équipe sur ce circuit, ainsi que sa meilleure coureuse au classement individuel.
| UCI World Tour | UCI World Tour         | UCI World Tour                              | UCI World Tour |
| Année          | Classement par équipes | Meilleure coureuse au classement individuel |                |
| -------------- | ---------------------- | ------------------------------------------- | -------------- |
| 2018           | 20e                    | Olga Zabelinskaïa (67e)                     |                |
| 2019           | 24e                    | Olga Zabelinskaïa (100e)                    |                |
| 2020           | 23e                    | Maria Novolodskaya (113e)                   |                |
| 2021           | 27e                    | Olga Zabelinskaïa (128e)                    |                |
| 2022           | 14e                    | Tamara Dronova (20e)                        |                |
| 2023           | 12e                    | Claire Steels (35e)                         |                |
| 2024           | 20e                    | Tamara Dronova (62e)                        |                |
|                |                        |                                             |                |
| Source : UCI   |                        |                                             |                |

## Principales victoires

### Championnats nationaux
- Championne de Chypre : 2
  - Course en ligne : 2018 (Antri Christoforou)
  - Contre-la-montre : 2018 (Antri Christoforou)
- Championnats des États-Unis sur route : 1
  - Contre-la-montre : 2019 (Amber Neben)
- Championnats de Russie sur route : 3
  - Course en ligne : 2020 (Diana Klimova), 2021 (Tamara Dronova)
  - Contre-la-montre : 2019 (Anastasiia Pliaskina)

## Encadrement
Le directeur sportif est Sergey Klimov. Son adjoint est Loïc Hugentobler. Le représentant de l'équipe auprès de l'UCI est Ruben Contreras.

## Effectif actuel
| Effectif 2025                        | Effectif 2025     | Effectif 2025 | Effectif 2025                    |
| Cycliste                             | Date de naissance | Pays          | Équipe précédente                |
| ------------------------------------ | ----------------- | ------------- | -------------------------------- |
| Ántri Christofórou (1 janv.–22 juin) | 2 avril 1992      | Chypre        | Human Powered Health (2023)      |
| Morgane Coston                       | 28 décembre 1990  | France        | Cofidis (2024)                   |
| Tamara Dronova                       | 13 août 1993      | Russie        |                                  |
| Giulia Giuliani                      | 5 juillet 2002    | Italie        | A.S.D. K2 Women Team (2024)      |
| Mia Griffin                          | 30 décembre 1998  | Irlande       | DAS-Hutchinson-Brother UK (2024) |
| Elena Pirrone                        | 21 février 1999   | Italie        | Valcar-Travel & Service (2022)   |
| Vittoria Ruffilli                    | 3 avril 2002      | Italie        | A.S.D. K2 Women Team (2024)      |
| Kaja Rysz                            | 10 avril 1999     | Pologne       | Lifeplus Wahoo (2024)            |
| Petra Stiasny                        | 10 septembre 2001 | Suisse        | Fenix-Deceuninck (2024)          |
| Sylvie Swinkels                      | 31 juillet 2000   | Pays-Bas      | Coop-Hitec Products (2023)       |
| Giorgia Vettorello                   | 6 juillet 2000    | Italie        | Bepink (2023)                    |
|                                      |                   |               |                                  |
| Source : ProCyclingStats             |                   |               |                                  |

## Saisons précédentes

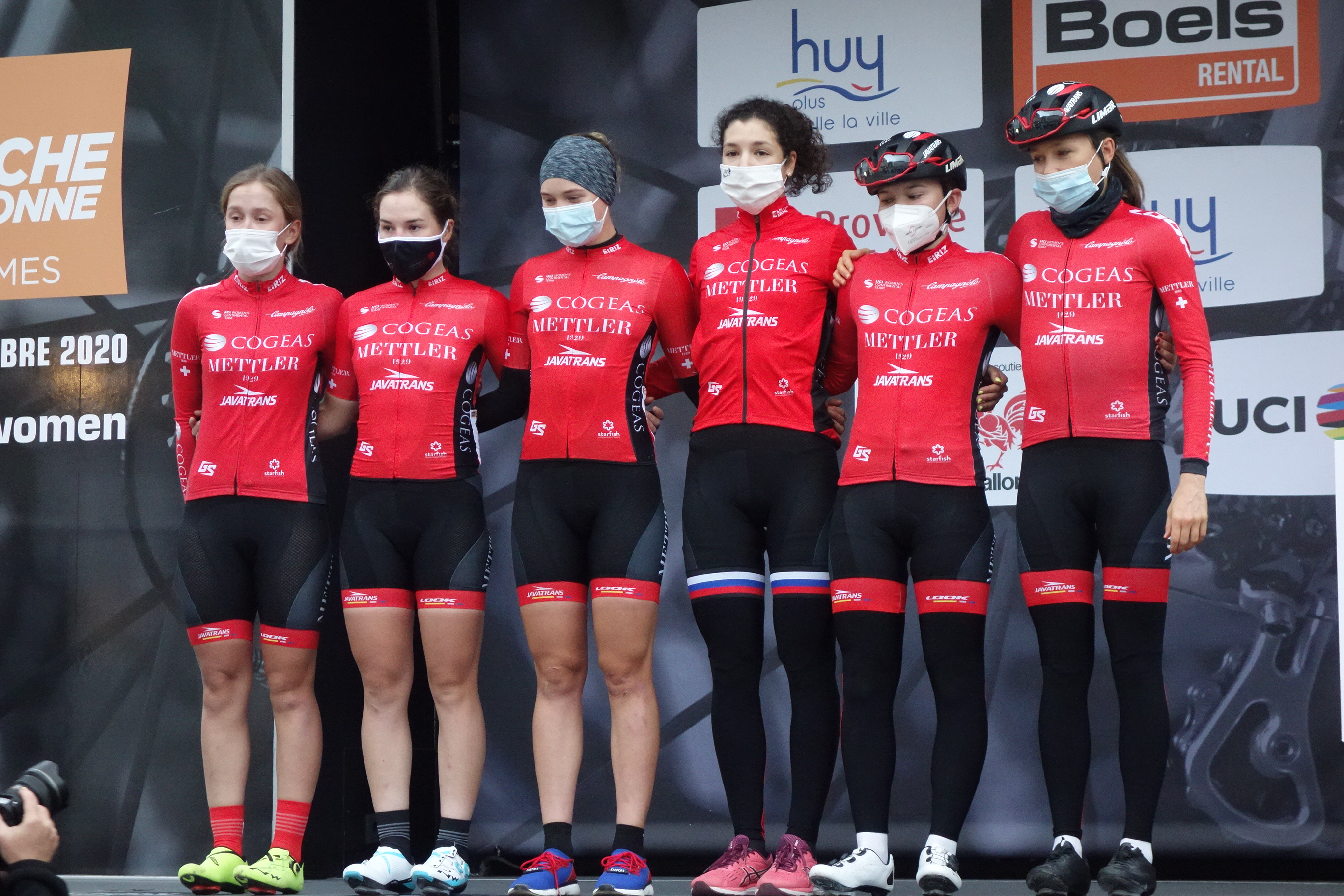
Équipe au départ de la Flèche wallonne

- Roland-Cogeas-Edelweiss Squad en 2022
- Israel-Premier Tech Roland en 2023